# Arbeiterbewegung in Österreich
Die österreichische Arbeiterbewegung bezeichnet die Bestrebungen der Arbeiterschaft zur politischen und sozialen Emanzipation, zunächst in Österreich-Ungarn, später in der Republik Österreich. Sie entstand in den 1840er Jahren und umfasste zunächst Arbeiter- und Gesellenvereine, die sich später zu Parteien und Gewerkschaften (SPÖ, KPÖ, ÖGB) ausdifferenzierten und bis heute die politische Landschaft Österreichs prägen. Die Arbeiterbewegung war in ihrer Hochphase stark sozialistisch geprägt.
Nach ersten Anfängen in der Revolution von 1848 fand mit dem Wiener Arbeiterbildungsverein von 1867 eine Neugründung statt. Die Delegierten des Wiener Vereins nahmen etwa 1869 am Eisenacher Parteitag teil. Erst mit der deutschen Reichsgründung 1871 nabelte sich die Bewegung ab. Nach einer Phase von Krisen und Spaltungen 1889 gründete sich mit der SDAP eine sozialdemokratische Partei. Die Partei gelangte nach der Revolution von 1918, die zum Zusammenbruch des Habsburgerstaates führte, erstmals an die Regierung (1918–1920). Anders als in Deutschland konnte sich in Österreich nur eine kleine kommunistische Partei neben der Sozialdemokratie behaupten, die Mehrheit der Parteilinken blieb bei der SDAPDÖ. Mit dem Ende der Ersten Republik und der Einrichtung des austrofaschistischen Ständestaates wurden sozialistische Bestrebungen verboten, eine Neugründung fand 1945 statt. Die SDAPÖ nannte sich nun Sozialdemokratische Partei Österreichs (SPÖ). Sie war bis zur Gegenwart an zahlreichen Regierungen beteiligt.

## Revolution von 1848
In der Revolution von 1848 betrat die Arbeiterklasse erstmals die Bühne der Geschichte, sowohl unorganisiert durch Teilnahme an den Barrikadenkämpfen, als auch organisiert in Form eines ersten Arbeiterbildungsvereins und erster Gewerkschaftsgründungen. Auch ein Verein für Arbeiterinnen gründete sich 1848. Alle Organisationsbildungen wurden jedoch im Zuge der Reaktion nach dem Scheitern der Revolution niedergeschlagen.

## Wiener Arbeiterbildungsverein 1867
In Wien gründeten sich 1867 die ersten Arbeiterbildungsvereine, die – mit der Dezemberverfassung des Jahres 1867 legalisiert – wesentlich zum Wecken des politischen Bewusstseins der österreichischen Arbeiterklasse beigetragen haben. Die Arbeit der Funktionäre der ersten Stunde basierte auf dem Gedankengut von Ferdinand Lassalle und dessen Allgemeinem Deutschen Arbeiterverein. Seine Ideen wurden von den österreichischen Aktivisten der Arbeiterbewegung übernommen, die sich 1869 auf dem Eisenacher Parteitag als Teil der deutschen Arbeiterbewegung erklärten.
Diese Arbeiterbewegung im gesamten deutschsprachigen Raum sah sich mit der deutschen Reichsgründung 1871 vor neue Tatsachen gestellt. Die Arbeiterbewegung im Kaiserreich Österreich-Ungarn musste selbständig werden und sich nach Osten, in Richtung der nichtdeutschen Bevölkerung des Reiches orientieren. Der Plan zur Gründung einer geeinten österreichischen sozialdemokratischen Partei entstand 1874 auf einer Zusammenkunft von Delegierten gewerkschaftlicher Arbeitervereine im damals ungarischen, heute burgenländischen Neudörfl. In den folgenden Jahren konnte dieses Vorhaben aufgrund von Differenzen zwischen gemäßigten und anarchistischen Gruppierungen nicht realisiert werden. Die Gründung der Sozialdemokratischen Arbeiterpartei (SDAP) fand daher erst an der Jahreswende 1888/89 am Parteitag vom 30. Dezember 1888 bis zum 1. Jänner 1889 im niederösterreichischen Hainfeld statt, nachdem es Viktor Adler gelungen war, die Gruppierungen auch über die Sprachgrenzen hinweg zu vereinen.
Die neue Partei fühlte sich der gleichnamigen deutschen Sozialdemokratischen Arbeiterpartei (SDAP) vor deren Fusion mit dem Allgemeinen Deutschen Arbeiterverein (ADAV) nicht nur durch die gleiche Namensgebung verbunden. Man hatte von ihr auch das marxistische Eisenacher Programm des Jahres 1869 übernommen.

## 1889–1918: Victor Adlers Sozialdemokratie

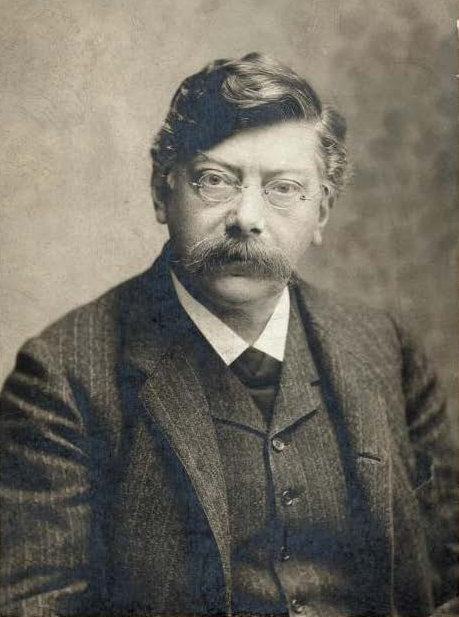
Victor Adler, Parteigründer und Vorsitzender bis 1918

Victor Adler schwor die Partei nach dem Einigungsparteitags in Hainfeld auf einen staats- und kaisertreuen und damit mehrheitsfähigen Kompromisskurs ein, der den Parlamentarismus nicht verwarf, aber seine Reichweite als begrenzt beschrieb. Als erstes Zwischenziel auf diesem Weg in die sozialistische Zukunft wurde der Kampf um das Wahlrecht ausgemacht. Dies war Ziel von Kampagnen und Demonstrationen, konnte jedoch erst 1906 im Anschluss an die Revolution von 1905 in Russland durchgesetzt werden.
Mit der ersten Wahl nach dem allgemeinen Wahlrechts für Männer gelang der SDAP im Jahr 1907 ein historischer Erfolg. Sie wurde knapp hinter den Christlichsozialen zweitstärkste, 1911 schließlich stärkste Fraktion im Reichsrat. Allerdings führten nationale Blockaden und Boykotte der verschiedenen Sprachgruppen dazu, dass das Parlament reformunfähig und handlungsunfähig war.

## 1892–1909: Entstehung und Behauptung einer sozialdemokratischen Frauenbewegung
Obwohl das Hainfelder Programm von 1889 Diskriminierung nach Geschlecht verurteilte, nahm keine einzige Frau am Hainfelder Parteitag teil, die Delegierte Anna Altmann aus Polzental wurde zugunsten eines männlichen Kandidaten abgelehnt. Im Folgejahr gründete sich daher in Wien ein eigener Arbeiterinnen-Bildungsverein, vermeintlich unpolitisch, um die Vereinsgesetzgebung zu umgehen, die politische Vereinstätigkeit von Frauen verbot. Repressive Gesetze und Vorbehalte sozialdemokratischer Männer waren zwei Hürden, gegen die die sozialdemokratische Frauenbewegung kämpfte. Dennoch wuchs sie rasch, auch mithilfe der ab 1892 erscheinenden Arbeiterinnen-Zeitung unter der Schriftleiterin Adelheid Popp. Nach einem Boykott der SDAP-Parteitage 1896 und 1897, einer eigenen Reichsfrauenkonferenz 1898 und der Gründung eigener Frauengewerkschaften ab 1902 konnte die sozialdemokratische Frauenbewegung ihren Platz in der Partei erkämpfen. 1907 wurde eine reichsweite sozialdemokratische Frauenorganisation gegründet und mit dem Reichenberger Parteitag 1909 als gleichwertig in die SDAP integriert.

## Erster Weltkrieg
Am Ausbruch des Ersten Weltkrieges gab es in der SPAP zunächst kaum Kritik, andererseits auch keine parlamentarische Zustimmung wie in Deutschland, denn der Kaiser hatte das Parlament suspendiert. Als 1916 Friedrich Adler, Sohn des Parteivorsitzenden, in einer Verzweiflungstat den Ministerpräsidenten Stürgkh erschoss, wurde das Attentat einerseits verurteilt, andererseits rüttelte es die Kriegsgegner in der Arbeiterbewegung auf. Als die Kriegslage sich 1917 gegen die Mittelmächte wendete, wurden revolutionäre Forderungen immer lauter und 1918 brach die Habsburgermonarchie zusammen. Karl Renner und Victor Adler boten als verbindende Vertreter der Partei den Völkern Altösterreichs bis zuletzt das Verbleiben im bestehenden Staatsverband an, um die gemeinsamen sozialdemokratischen Zukunftsziele besser verwirklichen zu können.

## 1918–1933: Erste Republik

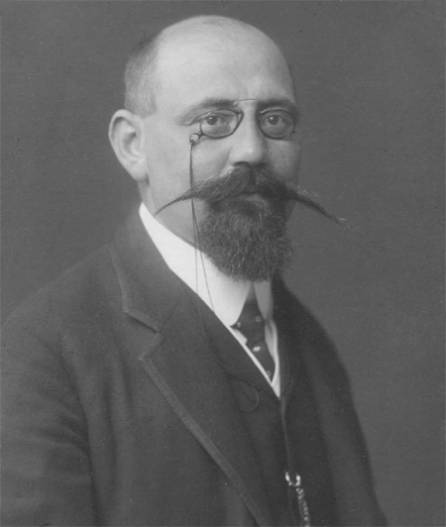
Karl Renner, 1905 als k.k. Parlamentsbeamter; 1918 wurde er zum Staatskanzler Deutschösterreichs gewählt

Die SDAP Österreichs trat auch nach dem Vertrag von Saint-Germain, der Österreich den Namensbestandteil „Deutsch“ verboten hatte, für den Anschluss an Deutschland ein. Man erwartete sich im großen Staat mehr Kraft für die sozialistische Revolution. Der Anschlusswunsch wurde am Parteitag 1933, nach der Machtergreifung der Nationalsozialisten im Deutschen Reich, gestrichen.
1918 bis 1920 bildeten die Sozialdemokraten – als stimmenstärkste Partei bei der 1919 abgehaltenen Wahl der konstituierenden Nationalversammlung – eine Große Koalition mit den Christlichsozialen. Damals wurden neben der Verfassung wesentliche soziale Verbesserungen verabschiedet (Achtstundentag, Gründung der Arbeiterkammer als gesetzliche Interessensvertretung, Betriebsrätegesetz etc.). Karl Seitz (Parteivorsitzender), Otto Bauer (stellvertretender Parteivorsitzender) und Karl Renner als Staatskanzler gelang es, einschneidende soziale Reformen umzusetzen.
Der Versuch Otto Bauers, im Zuge seines Austromarxismus mit dem integralen Sozialismus eine Wiedervereinigung der reformistischen II. Internationalen mit der kommunistischen III. Internationalen zu erreichen, scheiterte jedoch. Scherzhaft bezeichnete man die österreichische Sozialdemokratie, die so beschwichtigend auf die rivalisierenden linken Ideologien wirken wollte, als die Zweieinhalbte Internationale.
Im Zuge der Revolution von 1918 gründete sich auch die Kommunistische Partei Österreichs. In der Ersten Republik blieb die zeitweise durch Richtungsstreits gelähmte KPÖ jedoch trotz des Übertritts einer größeren Gruppe der „Neuen Linken“ aus der Sozialdemokratie um Josef Frey 1921 wenig einflussreich. Sie erreichte bei keiner Nationalrats- oder Landtagswahl ein Mandat, lediglich in einzelnen Gemeinden wie etwa Salzburg erreichte sie Sitze in Gemeinderäten. Eine größere Rolle spielte die KPÖ in der Arbeitslosenbewegung und im Kampf gegen den aufkommenden Faschismus. Vor der Machtübernahme der Nationalsozialisten in Deutschland sprach sich die KPÖ genau wie die SPÖ und bürgerliche Parteien für eine Vereinigung Österreichs mit Deutschland aus. Als Bedingung nannte sie jedoch eine erfolgreiche Revolution (für den Anschluss an Sowjetdeutschland!).
Im Jahr 1933 wurde die KPÖ von der austrofaschistischen Regierung unter Engelbert Dollfuß verboten, nach den Februarkämpfen folgte 1934 das Verbot der SDAP.

## Ständestaat und Anschluss
Die Arbeiterbewegung, vor allem die SDAP, versuchte im Februar 1934 durch einen bewaffneten Aufstand die Errichtung eines autoritären Staates zu verhindern. Dieser Schutzbundaufstand schlug jedoch fehl. Alle Arbeiterorganisationen wurden nun zerschlagen.
Schon vor der Errichtung des Ständestaates (1934–1938) wurde am 2. März 1934 von der Diktaturregierung Dollfuß ein Gewerkschaftsbund der österreichischen Arbeiter und Angestellten gegründet, nachdem die sozialdemokratisch orientierten freien Gewerkschaften verboten worden waren. Sein nicht demokratisch gewählter Präsident war der Christlichsoziale Johann Staud. Die Organisation war als Scheinvertretung der Arbeiterschaft in der Diktatur zu betrachten, da sie nicht aus freien Wahlen hervorging. Der Gewerkschaftsbund im Ständestaat entfaltete keine nennenswerte Wirksamkeit und wurde vom 1945 gegründeten ÖGB nicht als Vorläufer anerkannt.
1938 wurde das autoritär gewendete Österreich an das von Hitler beherrschte Deutsch Reich angeschlossen. Die Strukturen des Ständestaates wurde damit aufgelöst.

## Neuaufbau 1945
Österreich war 1945 von den vier Besatzungsmächten besetzt, schnell kam es zur Wiederzulassung von Parteien und Gewerkschaften. In der ersten provisorischen Regierung unter Karl Renner waren neben zehn Sozialdemokraten und neun Christlichsozialen auch sieben Kommunisten vertreten. Die SDAP konstituierte sich als Sozialistische Partei Österreichs (SPÖ) neu, die KPÖ behielt den alten Parteinamen. In den Jahren des Wiederaufbaus setzte sich die KPÖ vehement gegen den „kapitalistischen Wiederaufbau auf Kosten der Arbeiterklasse“ ein und lehnte den Marshallplan strikt ab. Bei den ersten freien Nationalratswahlen am 25. November 1945 konnte die KPÖ nur 174.257 Stimmen (5,42 %) erreichen und besetzte vier Mandate im Österreichischen Nationalrat. Die SPÖ erhielt 76 Mandate, Wahlsieger war jedoch die konservative Österreichische Volkspartei (ÖVP) mit 85 Sitzen.
Als gewerkschaftliche Vertretung wurde unmittelbar nach Ende der Schlacht um Wien am 15. April 1945 in Wien von Lois Weinberger (ÖVP, erster Vizepräsident), Gottlieb Fiala (KPÖ) und Johann Böhm (SPÖ, erster Präsident) ein neuer Österreichischer Gewerkschaftsbund gegründet. Sozialdemokratische, kommunistische und christliche Gewerkschafter gründeten diese, im Unterschied zur Ersten Republik einheitliche, nicht parteigebundene Gewerkschaftsorganisation. Trotz Namensgleichheit bezog sie ihre Tradition nicht auf den ÖGB des Ständestaates (1934–1938). 1947 wurden das neue Betriebsrätegesetz und ein Kollektivvertragsgesetz beschlossen sowie dem ÖGB die Kollektivvertragsfähigkeit zuerkannt. 1947 überschritt die Mitgliederzahl des ÖGB die Millionengrenze. Im Zuge des ersten ÖGB-Bundeskongresses 1948 wurden 16 Fachgewerkschaften gegründet. Die Anzahl der heute 'Teilgewerkschaften' genannten Untereinheiten hat sich durch Zusammenschlüsse auf heute sieben reduziert.

## 1945 bis zur Gegenwart
Während die SPÖ etwa mit der Regierung Bruno Kreisky von 1970 bis 1986 mehrfach die Regierung stellte, gelangen der KPÖ nur regionale Erfolge.
Anders als in der Bundesrepublik Deutschland wurde die Partei jedoch nicht verboten, was auch mit der Neutralität (Blockfreiheit) Österreichs zu tun hatte. Die KPÖ wurde zum inoffiziellen Vermittler zwischen Ost- und Westdeutschland, gerade auch für Finanztransaktionen der SED. Nach dem Zusammenbruch der DDR folgte ein jahrelanger Prozess um beträchtliche Vermögenswerte der Firma Novum, die als Vermögensreserve im Besitz der KPÖ stand. Die deutsche Justiz entschied 2003 in zweiter Instanz gegen das anderslautende Urteil der ersten Instanz, dass die ehemalige Firma Novum der SED gehört hätte. Die Vermögenswerte der KPÖ wurden beschlagnahmt. Infolge der Vermögensverluste durch das Gerichtsurteil von etwa 100 Millionen Euro sah sich die KPÖ gezwungen, allen Beschäftigten zu kündigen und ihre Wochenzeitung Volksstimme einzustellen.
Nicht nur für die KPÖ brachte die Wende von 1989 Veränderungen, auch die SPÖ distanzierte sich vom Sozialismus: unter Franz Vranitzkys Vorsitz wurde die Partei auf dem Bundesparteitag in Linz 1991 in Sozialdemokratische Partei Österreichs (SPÖ) umbenannt.